# Kohlscheune (Hassel)

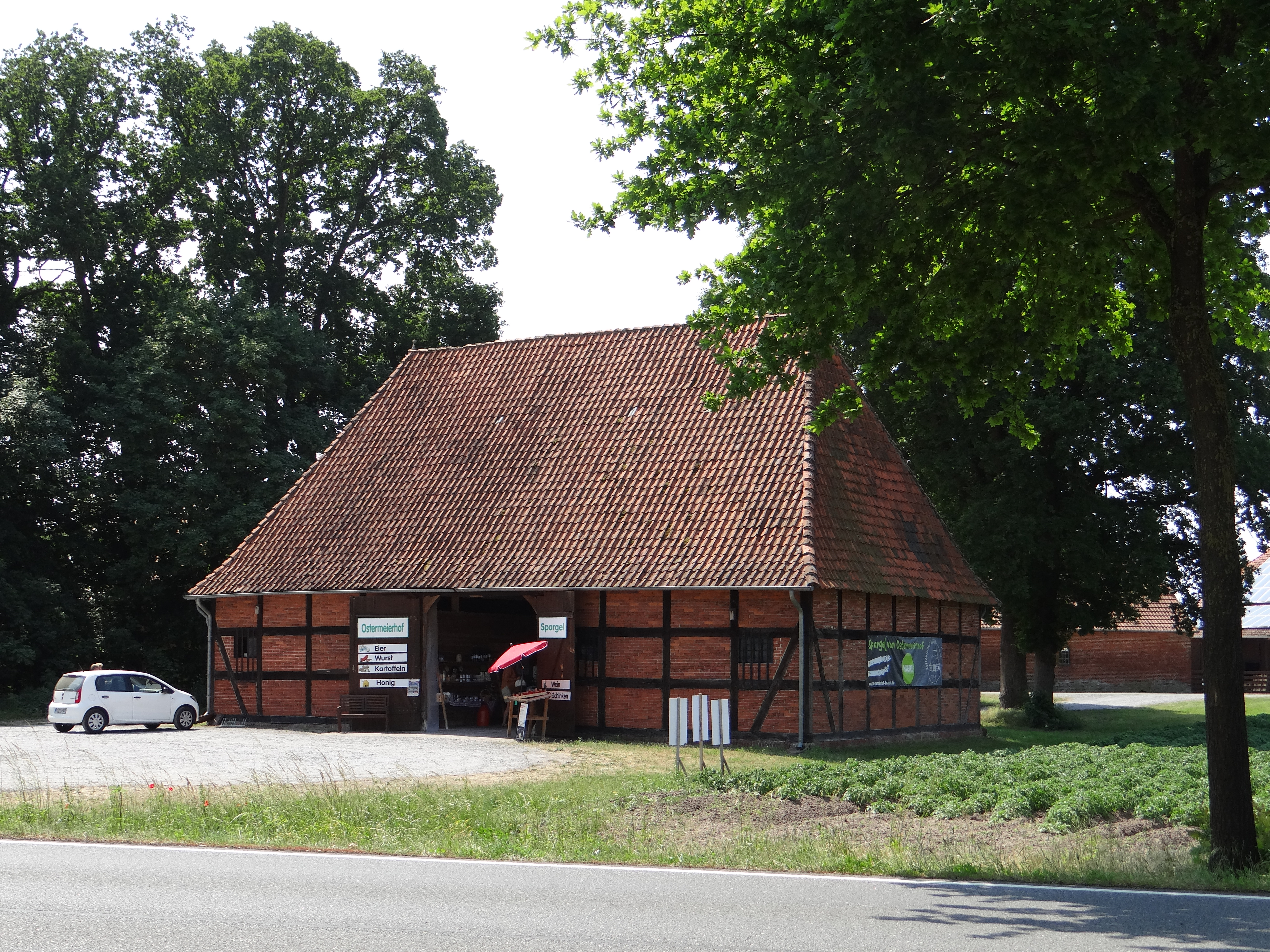
Kohlscheune

Die Kohlscheune an der Ostermeierstraße bei der Bundesstraße 215 in Hassel (Weser) in der niedersächsischen Samtgemeinde Grafschaft Hoya ist ein Bauwerk aus dem 19. Jahrhundert. Sie wird auch aktuell (2023) landwirtschaftlich genutzt.
Das Gebäude steht unter Denkmalschutz (siehe auch Liste der Baudenkmale in Hassel (Weser)).

## Beschreibung und Geschichte
Das eingeschossige freistehende Gebäude beim Ostermeierhof in Fachwerk mit Backsteinausfachungen sowie mit hohem Walmdach und Querdurchfahrt stammt vermutlich aus dem 19. Jahrhundert. So genannte Kohlscheunen wurden u. a. in Niedersachsen mehrfach gebaut und dienten der Zucht und Lagerung von Kohl und Wurzelgemüse.
Das Niedersächsische Landesamt für Denkmalpflege befand: „… geschichtliche Bedeutung … als freistehender Wirtschaftsbau mit hohem Dach zur Lagerung von Rohstoffen …“